# Mark Ward (Politiker)

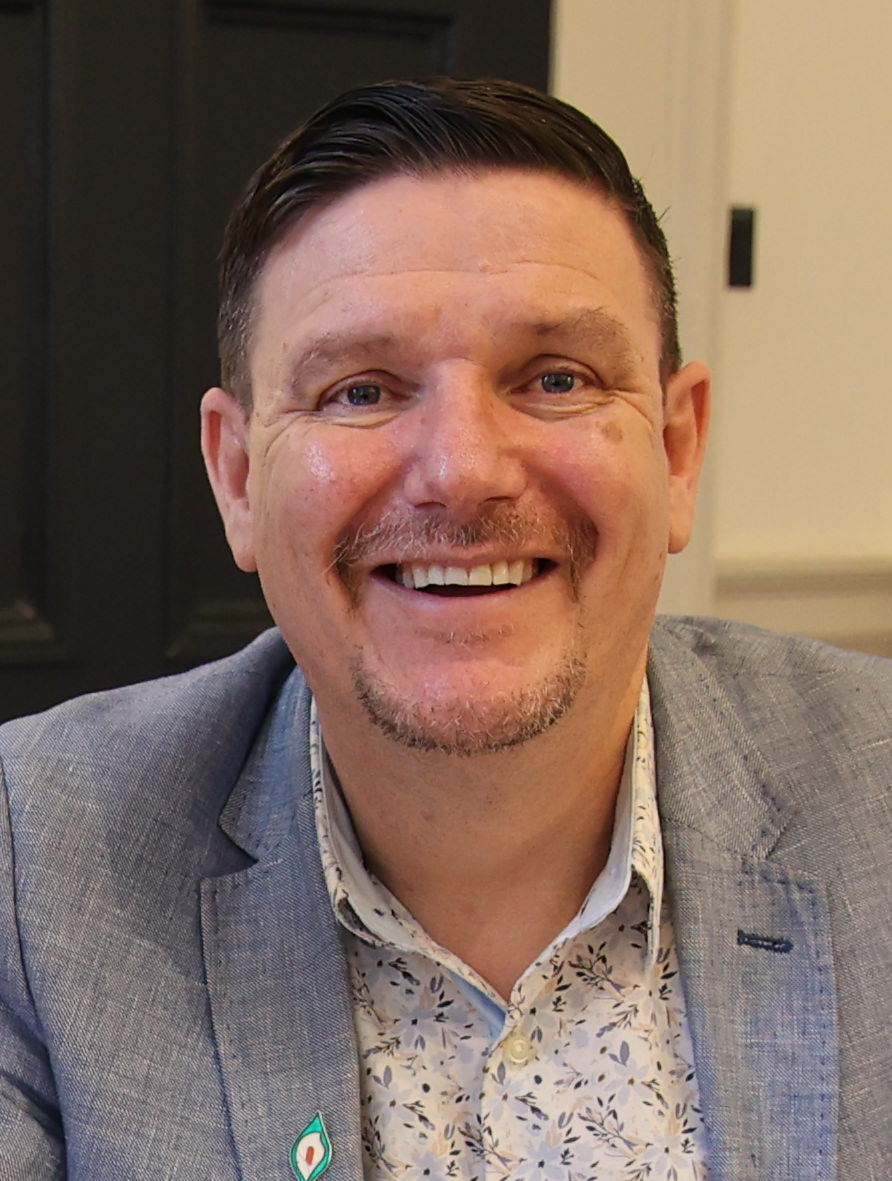
Mark Ward (2024)

Mark Ward (* 1974 oder 1975 in Dublin, Irland) ist ein irischer Politiker der Sinn Féin. Seit November 2019 ist er Abgeordneter im Dáil Éireann, dem Unterhaus des Oireachtas.

## Leben
Mark Ward hat eine Ausbildung zum Verhaltenstherapeut an der Maynooth University und dem University College Dublin erhalten. 2005 wurde bei ihm Multiple Sklerose diagnostiziert. 2009 versuchte er ohne Erfolg, für die Sinn Féin in den South Dublin County Council zu kandidieren. 2016 konnte er jedoch als Nachrücker in das Gremium einziehen und wurde 2018 sogar Mayor of South Dublin. Bei der Nachwahl 2019 im Wahlkreis Dublin Mid West gelang es ihm, einen Sitz im Dáil Éireann zu erlangen. Diesen Erfolg konnte er bei den Wahlen 2020 und 2024 wiederholen.

## Privates
Mark Ward hat drei Kinder.